# Крутобалковский
Крутоба́лковский — посёлок в Новоалександровском районе (городском округе) Ставропольского края России.

## Географическое положение
Расстояние до краевого центра: 72 км. Расстояние до районного центра: 6 км.

## История
В соответствии с Указом Президиума Верховного Совета РСФСР от 21 сентября 1964 года посёлок Пятое отделение совхоза «Расшеватский» переименован в посёлок Крутобалковский.
До 1 мая 2017 года входил в состав муниципального образования «Сельское поселение Светлинский сельсовет».

## Население
| 1989 | 2002 | 2010 | 2014 | 2023 |
| ---- | ---- | ---- | ---- | ---- |
| 208  | ↗277 | ↘276 | ↗300 | ↘262 |

По данным переписи 2002 года, 49 % населения — русские.

## Инфраструктура
Проблема с питьевой водой.